# 津屋崎祇園山笠
津屋崎祇園山笠（つやざきぎおんやまかさ）は、福岡県福津市津屋崎町の波折神社に奉納される祇園祭の山笠行事である。

## 概要
1712年（正徳2年)に疫病退散を願って博多から祇園社を迎え、岡流、北流、新町流の3つの流で山笠を奉納したのが始まり。第二次大戦中には中断、戦後に復活したが1963年（昭和38年）から13年の間中断された。その後1975年（昭和50年）に津屋崎山笠保存会を発足させて山笠の復活を目指し、1979年（昭和54年）には3つの流れともに復活することができた。
当初は旧暦の6月19日に追い山行事が行われていたが、現在は新暦の7月19日直近の日曜日に行われている。

## 山笠の形態
前後に6本ずつの担ぎ棒を持つ舁き山笠で、水法被に締め込みを締めた参加者により担ぎ上げられ走って運行されるなど、運行形態は博多祇園山笠に近い。
ただし山笠の飾りは博多の舁き山笠とは異なり、複数の人形を飾り、屋形や岩、波といった部品で風景を作り、場面を表現するという様式を残したものが運行されている。簡単に言うと博多の飾り山笠を縦に縮めたような山笠だが、飾られる人形は当地で作られる津屋崎人形である。同じような様式の他地区の山笠は、「津屋崎系」と分類されている。